# Adabe
Adabe ist eine Papuasprache in Osttimor.

## Hintergrund

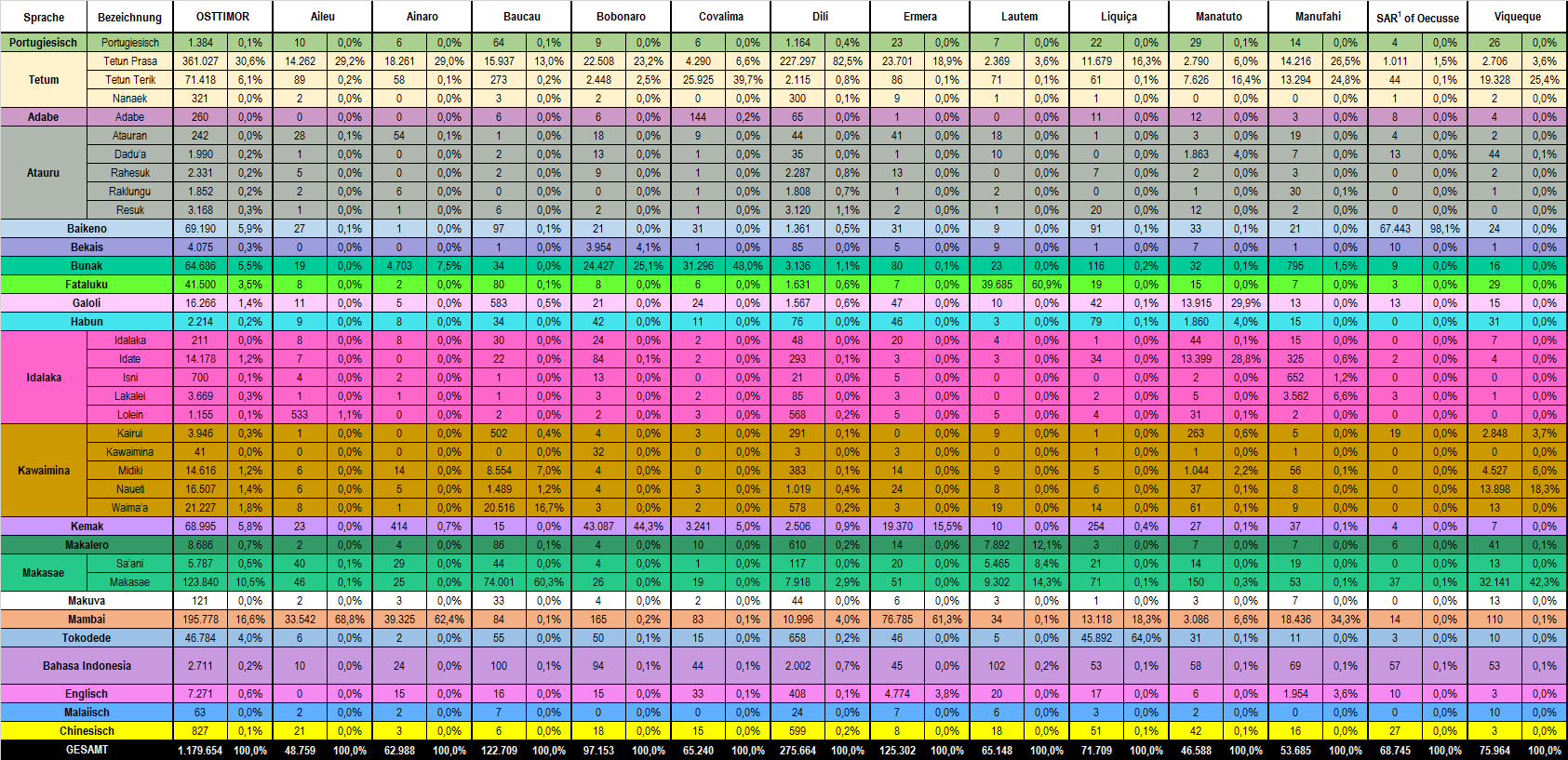
Anzahl der Sprecher der verschiedenen Sprachen in den einzelnen Gemeinden (Stand 2015).

Adabe wird auch teilweise als Atauru bezeichnet, was zu Verwechslungen mit den Dialekten der austronesischen Sprache Wetar führt, die auf der Insel Atauro gesprochen werden und in Osttimor unter der Sammelbezeichnung Atauro den Status einer Nationalsprache haben.
Ethnologue gibt an, dass die Papuasprache Adabe auf der Insel Atauro von etwa 5.000 Menschen gesprochen werde. Eine weitere Bezeichnung nach Ethnologue für die Sprache wäre Raklu-Un.
Geoffrey Hull, der ehemalige Forschungsdirektor des Instituto Nacional de Linguística Osttimors, nennt nur die austronesischen Wetar-Dialekte als Sprachen auf der Insel, die Ethnologue dem Galoli zurechnet. Raklungu ist nach Hull einer dieser Dialekte. Adabe wird überhaupt nicht erwähnt. Nach der Volkszählung von 2015 in Osttimor, bei der die Einwohner nach ihrer eigenen Bezeichnung ihrer Muttersprache befragt wurden, erklärten 260 Personen, sie würden Adabe sprechen. Die meisten von ihnen leben im Westen der Gemeinde Manatuto und in der Gemeinde Liquiçá. Überall bilden die Adabe-Sprecher sehr kleine Minderheiten mit maximal wenigen Dutzend Sprechern in den verschiedenen Gemeinden Osttimors. Auf Atauro gibt es nach dem Zensus keine Adabe-Sprecher. Auch andere Quellen bestätigen, dass auf Atauro keine Papuasprachen gesprochen werden. Der Fehler entstand vermutlich durch die Missinterpretation eines Missionarsberichts im Jahre 1982.
Adabe hat in Osttimor keinen offiziellen Status. 2024 gab es nur noch 181 Sprecher.